# Chris Crawford (basket-ball)
Pour les articles homonymes, voir Chris Crawford (homonymie) et Crawford.
Christopher Lee Crawford (né le 13 mai 1975 à Kalamazoo (Michigan)) est un basketteur professionnel.

## Biographie
Il participe à la draft 1997 de la NBA et est choisi par le club des Hawks d'Atlanta en tant qu'ailier. Il joue durant 7 saisons pour ce club.